# Liste der denkmalgeschützten Objekte in Pabneukirchen
Die Liste der denkmalgeschützten Objekte in Pabneukirchen enthält die 5 denkmalgeschützten, unbeweglichen Objekte in Pabneukirchen.
Bei der Verfassung der Beschreibungen der einzelnen Objekte wurden im Wesentlichen die Informationen der Homepage von Pabneukirchen verwendet.

## Denkmäler
| Foto |                 | Denkmal                                                                | Standort                                      | Beschreibung | Metadaten |
| ---- | --------------- | ---------------------------------------------------------------------- | --------------------------------------------- | --- | --- |
| ja   | Datei hochladen | Bildstock HERIS-ID: 4801 Objekt-ID: 658                                | bei Markt 1 Standort KG: Pabneukirchen        | Der Bildstock aus Granit enthält statt eines Bildes eine Kerze, befindet sich im äußeren Friedhofsgürtel südöstlich der Pfarrkirche Pabneukirchen und kann über einige Stufen vom inneren Friedhofsgürtel aus erreicht werden. | BDA-Hist.: Q38071907 Status: § 2a Stand der BDA-Liste: 2025-06-30 Name: Bildstock GstNr.: 81/1                                                          |
| ja   | Datei hochladen | Brunnen HERIS-ID: 4802 Objekt-ID: 659                                  | bei Markt 3 Standort KG: Pabneukirchen        | Der Marktbrunnen ist aus Granit und befindet sich nördlich der Pfarrkirche Pabneukirchen. | BDA-Hist.: Q38072368 Status: § 2a Stand der BDA-Liste: 2025-06-30 Name: Brunnen GstNr.: .31/1                                                           |
| ja   | Datei hochladen | Bildstock HERIS-ID: 65506 Objekt-ID: 78349                             | vor Markt 77a Standort KG: Pabneukirchen      | Der Tabernakelpfeiler vor der Hauptschule trägt die Jahreszahl 1655. | BDA-Hist.: Q38110604 Status: § 2a Stand der BDA-Liste: 2025-06-30 Name: Bildstock GstNr.: 357                                                           |
| ja   | Datei hochladen | Kath. Pfarrkirche hll. Simon und Juda HERIS-ID: 21775 Objekt-ID: 18097 | Markt 3, gegenüber Standort KG: Pabneukirchen | Die Pfarrkirche Pabneukirchen ist eine gotische Kirche mit romanischem Baucharakter. Der Hochaltar wurde im 17. Jahrhundert eingebaut und zeigt die Pfarrpatrone Simon und Juda. Die Westempore verfügt über einen zart gearbeitetem Chor sowie zwei bemerkenswerte neugotische Fenster. Die Kirche wurde zuletzt 1974 renoviert und dabei die gotische Einrichtung entfernt. | BDA-Hist.: Q1724537 Status: § 2a Stand der BDA-Liste: 2025-06-30 Name: Kath. Pfarrkirche hll. Simon und Juda GstNr.: .30 Parish church in Pabneukirchen |
| ja   | Datei hochladen | Pranger HERIS-ID: 4803 Objekt-ID: 660                                  | bei Riedersdorf 5 Standort KG: Riedersdorf    | Der Pranger trägt die Jahreszahl 1679. | BDA-Hist.: Q38072862 Status: § 2a Stand der BDA-Liste: 2025-06-30 Name: Pranger GstNr.: 2181/1                                                          |